# نظرية عرقلة
في الرياضيات،  'نظرية عرقلة'  هو الاسم الذي يطلق على نوعين مختلفين النظريات الرياضية، وكلاهما ينتج cohomological الثوابت .
في العمل الأصلي من ستيفل ويتني، فئة مميزة تم تحديد وفاق كما عوائق إلى وجود مجالات معينة من خطي مستقلة ناقلات .